# Pont romain (Saint-Vincent)

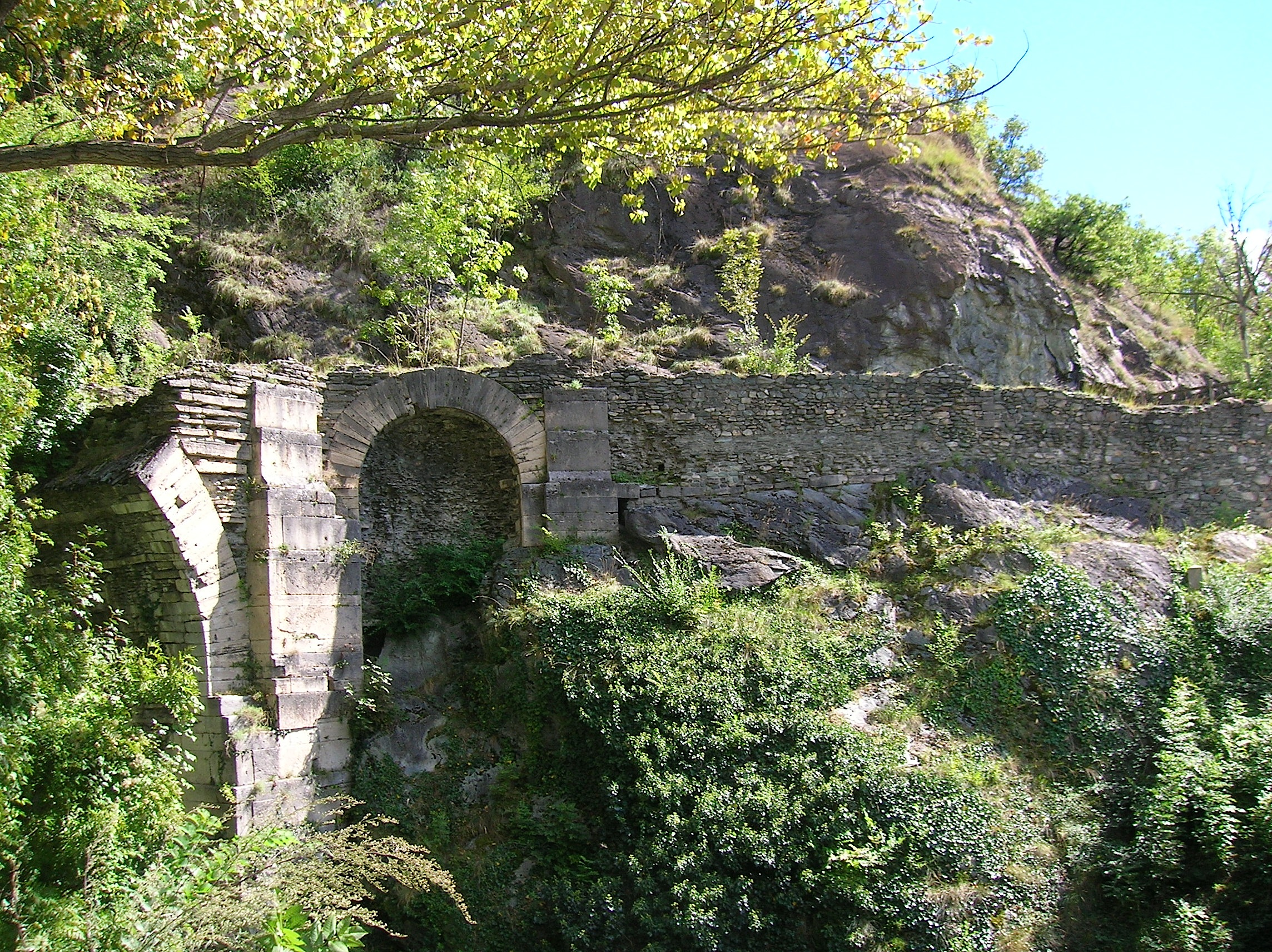
Überrest der Römerbrücke bei Saint-Vincent, links der Ansatz des eingestürzten Mittelbogens

Der Pont romain von Saint-Vincent ist eine nur noch zum kleinen Teil erhaltene Brücke aus der Römerzeit in der Gemeinde Saint-Vincent im Aostatal in Italien. Sie liegt etwa einen Kilometer südöstlich der Ortschaft.

## Geschichte und Beschreibung
Die Römerbrücke überspannte den Wildbach Cillian, der südlich von Saint-Vincent etwa 700 Meter unterhalb des Brückenstandorts von links in den Fluss Dora Baltea mündet. Über die Brücke führte seit der Römerzeit und bis ins 19. Jahrhundert die Talstraße von Ivrea nach Aosta und zu den Alpenpässen. Das Bauwerk gehört zu den wichtigsten Überresten der römischen Via publica (Konsularstraße) von Italien nach Gallien. 
Die Datierung der Brücke ist nicht gesichert. Durch die charakteristische Mauerwerksanwendung von opus pseudo isodomum ist eine „flavische Datierung“ (also ins 1. Jahrhundert nach Christus) denkbar. Der Bautechnikhistoriker Moritz Reinecker erwog auch einen Zusammenhang mit den beiden späten Ausbauphasen der Strecke, die  sich anhand der Meilensteine fassen lassen. Damit würde die Errichtung des Pont Saint Vincent in eine deutlich spätere Zeit zwischen dem Anfang der ersten Tetrarchie und dem Ende der Herrschaft Konstantins fallen.

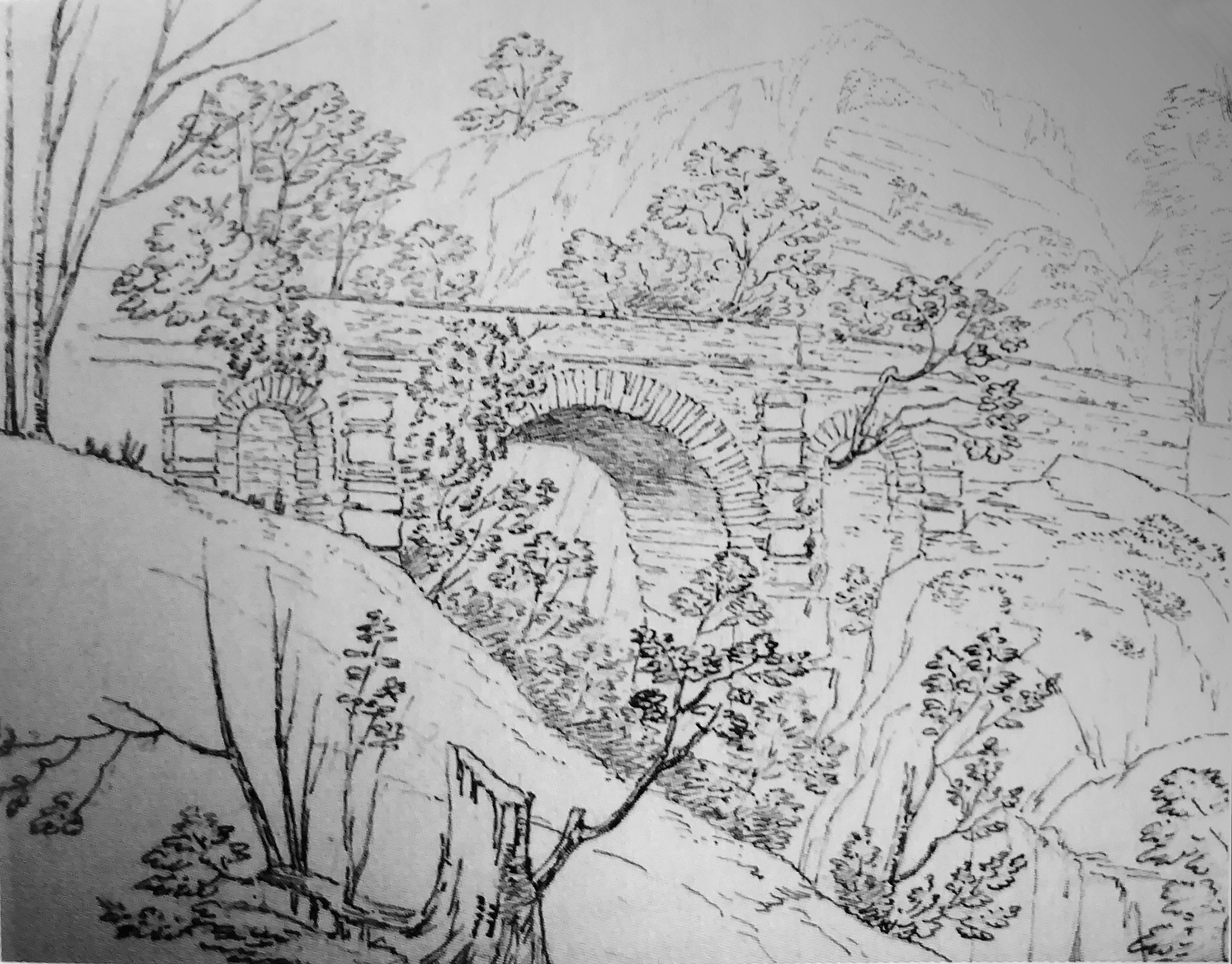
Zeichnung der Römerbrücke vor dem Einsturz

Die Brückenkonstruktion hatte eine Länge von 49 Metern und eine 4,64 Meter breite Fahrbahn, die beidseitig von hohen Seitenmauern geschützt war. Der mittlere Bogen hatte eine Spannweite von 9,71 Metern.
Im Jahr 1839 brach wohl nach einem Erdbeben der Felskopf weg, auf dem das Widerlager rechts des Baches stand, und der erste Steinbogen stürzte ein. 1907 fiel auch der große mittlere Bogen in sich zusammen, und seither sind nur noch die am Felsabhang aufgemauerte südliche Rampe, ein kleiner Blindbogen und der Ansatz des großen Brückenbogens vorhanden. 1939 wurden die noch vorhandenen Brückenreste konserviert.
Der Pont romain ist ein Teil der verkehrsgeschichtlich interessanten Stelle bei Saint-Vincent. Seit dem 19. Jahrhundert überquert die alte Talstraße auf einer neuen Brücke unmittelbar neben der römischen Brückenruine den Cillian; dieser Straßenabschnitt trägt den Namen Via Ponte romano. Die neue Aostatalerstraße Strada Statale 26 überbrückt den Bach hundert Meter weiter unten und die Autobahn Autostrada della Valle d’Aosta nochmals 500 Meter weiter unten unmittelbar vor der Mündung des Bachs in die Dora Baltea. Eine fünfte Brücke über den Bach liegt 200 Meter oberhalb der Römerbrücke beim Weiler Cillian.